# Ботафогу (станция метро)
Ботафогу (порт. Estação Botafogo) — пересадочная станция линий 1 и 2 метрополитена Рио-де-Жанейро. Станция располагается в одноимённом районе города Рио-де-Жанейро. Открыта в 1981 году.
Станция способна обслужить до 75 000 пассажиров в день.

## Платформы
- Боковая платформа (Зона Север) (Plataforma lateral (Zona Norte)): Линия 1 (Саэнс-Пенья)
- Центральная платформа (Зона Север) (Plataforma central (Zona Norte)): Линия 2 (Павуна)
- Центральная платформа (Зона Юг) (Plataforma central (Zona Sul)): Линия 1 (Ипанема/Женерал-Озориу)
- Боковая платформа (Зона Юг) (Plataforma lateral (Zona Sul)): Линия 1 (Ипанема/Женерал-Озориу) и Линия 2 (Терминал Ботафогу).

## Окрестности
- Торговый центр Botafogo Praia Shopping
- Кинотеатр Estação Botafogo
- Кинотеатр Espaço Unibanco
- Дом-музей Руя Барбозы